# Рыхлинг, Винценты Вацлав

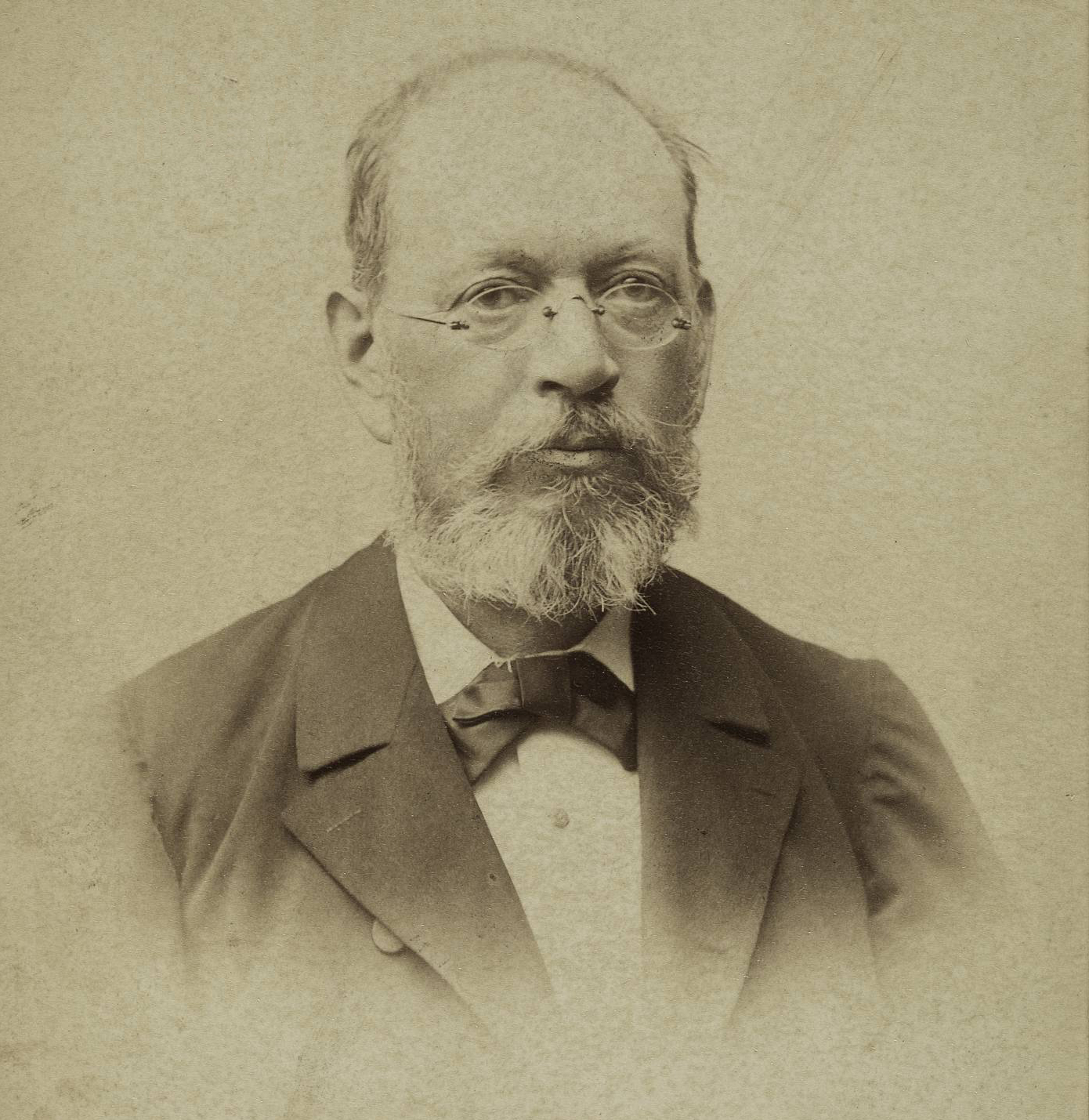
Винценты Рыхлинг, фотография Юлиуша Мена, ок. 1890

Винценты Вацлав Рыхлинг-Бартошевский (пол. Wincenty Wacław Rychling-Bartoszewski, собственно Вацлав Рихлинг, чеш. Václav Richling; 9 января 1841, Батцдорф (ныне Бартошовице-в-Орлицких-горах, район Рихнов-над-Кнежноу) — 11 января 1896, Краков) — польский органист и композитор чешского происхождения.
Участник Польского восстания 1863 года.
С 1869 года органист краковского Кафедрального собора святых Станислава и Вацлава, был известен как импровизатор и мастер контрапункта. Преподавал фортепиано в Краковской консерватории. Автор хоровой и органной церковной музыки, Двойной фуги для струнного квартета (1879), песен. По мнению современников, «прекрасные композиции Рихлинга отличались простотой и чисто церковным стилем».